# American Football League 1964
La stagione AFL 1964 è stata la 5ª stagione sportiva della American Football League, la lega professionistica statunitense di football americano. La stagione è iniziata il 12 settembre 1964. La finale del campionato si è disputata il 26 dicembre nel War Memorial Stadium di Buffalo, nello Stato di New York tra i San Diego Chargers e i Buffalo Bills ed ha visto la vittoria di questi ultimi per 20 a 7.

## Stagione regolare
La stagione regolare è iniziata il 12 settembre 1964 ed è terminata il 20 dicembre, si è svolta in 14 giornate.

### Risultati della stagione regolare
- V = Vittorie, S = Sconfitte, P = Pareggi, PCT = Percentuale di vittorie, PF = Punti Fatti, PS = Punti Subiti
- La qualificazione ai play-off è indicata in verde (tra parentesi il seed)

| Eastern Division  |    |    |   |     |     |     |
| Squadra           | V  | S  | P | PCT | PF  | PS  |
| (*) Buffalo Bills | 12 | 2  | 0 | 857 | 400 | 242 |
| Boston Patriots   | 10 | 3  | 1 | 769 | 365 | 297 |
| New York Jets     | 5  | 8  | 1 | 385 | 278 | 315 |
| Houston Oilers    | 4  | 10 | 0 | 286 | 310 | 355 |

| Western Division       |   |    |   |     |     |     |
| Squadra                | V | S  | P | PCT | PF  | PS  |
| (*) San Diego Chargers | 8 | 5  | 1 | 615 | 341 | 300 |
| Kansas City Chiefs     | 7 | 7  | 0 | 500 | 366 | 306 |
| Oakland Raiders        | 5 | 7  | 2 | 417 | 303 | 350 |
| Denver Broncos         | 2 | 11 | 1 | 154 | 240 | 438 |

## La finale
La finale della AFL venne giocata tra le squadre prime qualificate delle due Division, ovvero i San Diego Chargers e i Buffalo Bills il 26 dicembre 1964 nel War Memorial Stadium di Buffalo, nello Stato di New York. I Bills si aggiudicarono il titolo per 20 a 7.

### Vincitore
| Vincitori del campionato AFL 1964 Buffalo Bills 1º titolo |